# Casa Guillermo
La Casa Guillermo és una obra eclèctica de Sabadell (Vallès Occidental) protegida com a Bé Cultural d'Interès Local.
Edifici d'habitatges cantoner i format per planta baixa i tres pisos. Presenta una façana eclèctica amb arcades a la planta baixa i grans finestres al xamfrà. Al coronament hi ha frontons amb tríglifs i mètopes, i una balustrada que recorre tot l'edifici. El material emprat és la pedra amb la qual es fan dibuixos i sanefes.